# فريدريك ليندغرين
فريدريك ليندغرين (بالسويدية: Fredrik Lindgren)‏ هو متسابق دراجات نارية سويدي، ولد في 15 سبتمبر 1985 في أوربرو في السويد.